# Ekenstugan

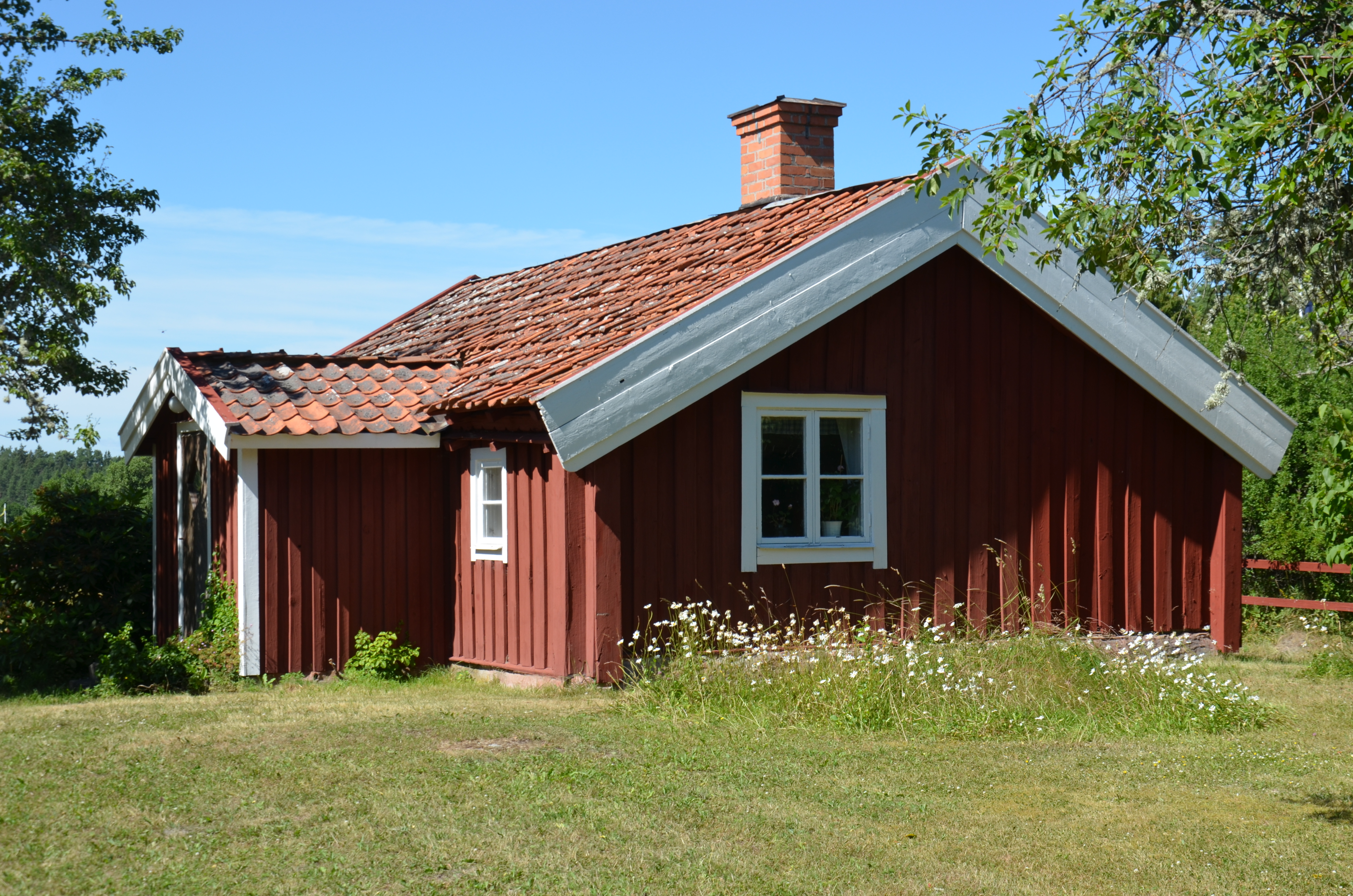
Ekenstugan

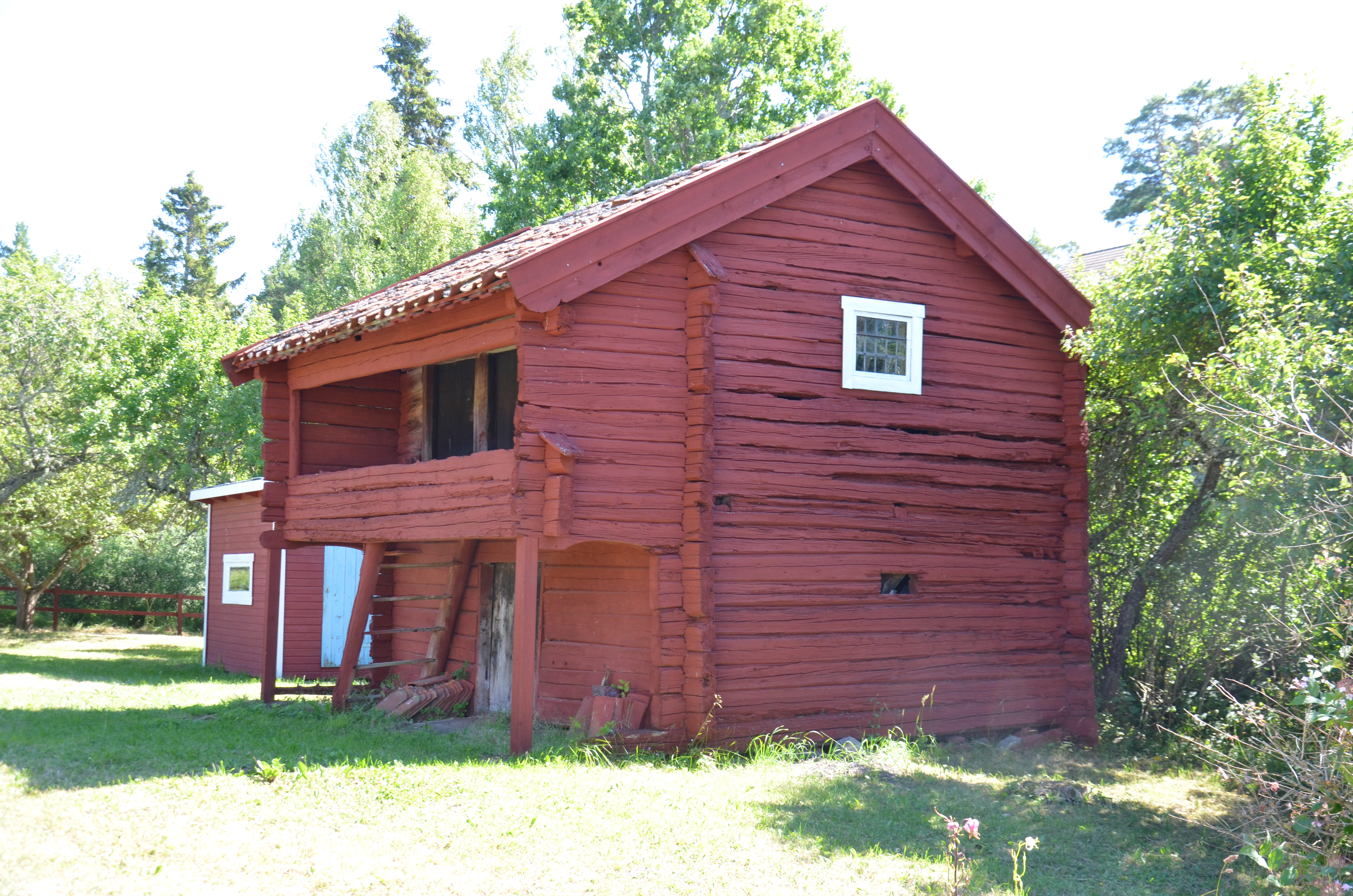
Loftboden

Ekenstugan, fastigheten Ämtevik 1:27, är ett byggnadsminnesförklarad dagsverkstorp i Sankt Anna socken i Söderköpings kommun
Torpet Ekenstugan är en ryggåsstuga med långsidorna timrade till sju eller åtta stockvarvs höjd. Takets tidigare torvtäckning ligger kvar under takpannorna.
Till torpet hör också en timrad loftbod från 1775. Stugan kan vara från samma tid.